# Galaxia Gutenberg
Galaxia Gutenberg es una editorial española.

## Historia
Creada en 1994, nace con el objetivo de distribuir los libros del Círculo de Lectores. A partir de 2001, funciona temporalmente dentro del grupo editorial Random House Mondadori, hasta que, en 2004, el Círculo de Lectores recupera la editorial, dirigida ahora por Joan Tarrida. En 2010, la editorial se independiza, finalmente, del Círculo de Lectores y se convierte en una editorial independiente.

## Catálogo
Unos 60 nuevos títulos son publicados anualmente, principalmente obras narrativas y ensayos.
Han publicado obras de escritores como Gonzalo Rojas, Guillermo Cabrera Infante y María Zambrano. Una de sus publicaciones con más éxito fue Vida y destino, de Vasili Grossman, con más de 200.000 ejemplares vendidos. El 2012 iniciaron una nueva colección de narrativa europea contemporánea, con autores poco conocidos en España y, en 2018 comienza la Colección de Clásicos Alemanes, con traducciones inéditas en castellano de textos de Goethe, Schiller y otros.
La editorial ha seguido una trayectoria creciente en los últimos años, lo que la ha llevado a expandirse por distintos países de Hispanoamérica.

## Premios
- Premio Visual a la Trayectoria de Diseño Gráfico Editorial.[7]
- Premio del Ministerio de Cultura a la Mejor Labor Editorial Cultural 2006.[8]